# 新潟県道565号郷土資料館線
新潟県道565号郷土資料館線（にいがたけんどう565ごう きょうどしりょうかんせん）は、新潟県新潟市中央区内の一般県道である。

## 概要
新潟市歴史博物館（みなとぴあ）から新潟島の河口寄り（「下＝しも」と呼ばれる）を縫うように通り、柾谷小路の本町交差点に至る県道。「郷土資料館」は、同館の旧称「新潟市郷土資料館」に由来する。
全区間の約半分が一方通行で、上大川前通は御祭堀方面へ、坂内小路は西堀通方面へ、本町通は柾谷小路方面への一方通行となっている。
なお、起点の稲荷町以北は引き続き市道となっており、新潟みなとトンネルに至る。また、終点の本町交差点には、新潟市を起点・終点とするほとんどの国道の路線名が記された道路元標が置かれている。
1974年（昭和49年）に本町通 - 下大川前通六ノ町・佐渡汽船新潟港ターミナルの間が国道350号として指定されたが、1981年（昭和56年）に同ターミナルが万代島へ移転した後に一般県道に指定変更され、当時の新潟市郷土資料館付近まで区間が延長された。

### 路線データ
- 起点：新潟市中央区緑町（稲荷町・歴史博物館前交差点）
- 終点：新潟市中央区本町通（本町交差点＝国道7号他起点・終点）

## 路線状況

### 通称
- 入船町通（稲荷町交差点 - 緑町交差点）
- 湊町通（緑町交差点 - 上大川前通交差点）
- 上大川前通（上大川前通交差点 - 坂内小路）
- 坂内小路（上大川前通 - 本町通）
- 本町通（坂内小路 - 本町交差点）

## 地理

### 通過する自治体
- 新潟県
  - 新潟市（中央区）

### 交差する道路
- 新潟市道川端町入船町線（稲荷町交差点）
- 国道7号＜広小路・万代島ルート線＞（上大川前通10交差点）
- 国道7号（国道8号、国道17号、国道113号、国道350号重用）・国道116号（国道289号、国道402号重用）＜柾谷小路＞（本町交差点）